# Coronel
Coronel je město a okres v chilské provincii Concepción v regionu Bío-Bío. Žije zde  obyvatel. Leží asi 30 kilometrů jižně od města Concepción na písečné plošině. Okres Coronel sousedí na severu s okresem San Pedro de la Paz, na severu a východě s Hualqui a na jihu s Lotou a Santa Juana. Součástí okresu Coronel je také ostrov Santa María. 
Podobně jako v dalších místech, kterými prochází chilské Pobřežní pohoří, zde panuje středomořské podnebí. V minulosti byla oblast, kde se město nachází, obývána Mapuči. Město se nachází na území mikronároda zvaném Království Araukánie a Patagonie. Za první světové války se zde odehrála námořní Bitva u Coronelu. 